# Capcom vs. SNK (serie)
Capcom vs. SNK (o SNK vs. Capcom, según el caso) es una saga de videojuegos crossover entre las compañías Capcom y SNK Playmore. Todos excepto Card Fighters DS fueron lanzados durante el contrato que tuvieron ambas compañías entre 1999 y 2003.

## Juegos
La franquicia cuenta con cuatro juegos de lucha (dos hechos por Capcom, dos por SNK) y otros tres de cartas todos creados por SNK. Entre 2001 y 2002 se planeó lanzar una secuela de Match of the Millennium para Game Boy Advance, pero el proyecto fue cancelado por razones desconocidas.
- SNK vs. Capcom: The Match of the Millennium (1999, Neo Geo Pocket Color)
- SVC: Card Fighter's Clash (1999, Neo Geo Pocket Color) - primer juego de la serie Card Fighters
- Capcom vs. SNK: Millennium Fight 2000 (2000, Arcade/Dreamcast/PS1) - primer juego de la saga desarrollado por Capcom
- SVC: Card Fighters 2 Expand Edition (2001, Neo Geo Pocket Color) - fue el último juego de esta consola portátil.
- Capcom vs. SNK 2: Mark of the Millennium 2001 (2001, Arcade/Dreamcast/PS2/Gamecube/Xbox) - segundo y último juego de la saga hecho por Capcom
- SNK vs. Capcom: SVC Chaos (2003, Arcade/PS2/Xbox)
- SVC: Card Fighters DS (2006, Nintendo DS) - último crossover hasta la fecha

## Manga
En 2003 fue publicado el manga oficial de SVC Chaos hecho en China. Es a todo color y cuenta con 32 capítulos.

## Historia
Como es común en los juegos de lucha (y más aún al ser un crossover), la saga no cuenta con un argumento muy elaborado. En los cuatro juegos de lucha, los eventos ocurren antes de Street Fighter III y The King of Fighters '99. Por el otro lado los personajes de Samurai Shodown y The Last Blade (cuyas historias transcurren más de 150 años antes que KOF) vienen de un agujero temporal, como se en algunos finales de SVC Chaos.
En Match of The Millenium M. Bison y Geese Howard se hacen aliados junto a sus respectivos soldados Vega y Billy Kane. Antes de pelear contra ellos el jugador debe enfrentarse a versiones clonadas de algunos personajes (Haohmaru, Zangief y Leona, entre otros) y luego contra el "clon definitivo" que es Orochi Iori o Evil Ryu según los requisitos o el personaje que se haya elegido. En Capcom vs SNK 2 los enemigos principales son Rugal o Akuma, los cuales absorben el poder del otro (Orochi y Satsui no Hado respectivamente), aumentando su poder.
Finalmente en SVC Chaos el jugador debe pelear con Shin Akuma o Serious Mr. Karate en el "templo de los perros guardianes", para luego enfrentarse a un enemigo celestial (princesa Athena) o infernal (Red Arremer). Los personajes que pierdan contra estos últimos desaparecen para siempre. Los escenarios muestran un mundo apocalíptico aunque nada de esto se aclara durante el juego.

## Personajes jugables

### Capcom
| Nombre      | Origen                         | SvC MoTM | CvS1 Pro | CvS2 | SvC Chaos |
| ----------- | ------------------------------ | -------- | -------- | ---- | --------- |
| Ryu         | Street Fighter                 | Sí       | Sí       | Sí   | Sí        |
| Ken         | Street Fighter                 | Sí       | Sí       | Sí   | Sí        |
| Eagle       | Street Fighter                 | No       | No       | Sí   | No        |
| Sagat       | Street Fighter                 | No       | Sí       | Sí   | Sí        |
| Chun-Li     | Street Fighter II              | Sí       | Sí       | Sí   | Sí        |
| Guile       | Street Fighter II              | Sí       | Sí       | Sí   | Sí        |
| Zangief     | Street Fighter II              | Sí       | Sí       | Sí   | No        |
| Dhalsim     | Street Fighter II              | No       | Sí       | Sí   | Sí        |
| Blanka      | Street Fighter II              | No       | Sí       | Sí   | No        |
| E. Honda    | Street Fighter II              | No       | Sí       | Sí   | No        |
| Balrog      | Street Fighter II              | No       | Sí       | Sí   | Sí        |
| Vega        | Street Fighter II              | No       | Sí       | Sí   | Sí        |
| M. Bison    | Street Fighter II              | Sí       | Sí       | Sí   | Sí        |
| Cammy       | Super Street Fighter II        | No       | Sí       | Sí   | No        |
| Akuma       | Super Street Fighter II Turbo  | Sí       | Sí       | Sí   | Sí        |
| Dan         | Street Fighter Alpha           | Sí       | Sí       | Sí   | Sí        |
| Sakura      | Street Fighter Alpha 2         | Sí       | Sí       | Sí   | No        |
| Evil Ryu    | Street Fighter Alpha 2         | Sí       | Sí       | Sí   | No        |
| Shin Akuma  | Street Fighter Alpha 2         | No       | No       | Sí   | Sí        |
| Yun         | Street Fighter III             | No       | No       | Sí   | No        |
| Rolento     | Final Fight                    | No       | No       | Sí   | No        |
| Hugo        | Final Fight                    | No       | No       | No   | Sí        |
| Maki        | Final Fight 2                  | No       | No       | Sí   | No        |
| Morrigan    | Darkstalkers                   | Sí       | Sí       | Sí   | No        |
| Demitri     | Darkstalkers                   | No       | No       | No   | Sí        |
| Felicia     | Darkstalkers                   | Sí       | No       | No   | No        |
| B.B Hood    | Vampire Savior: Darkstalkers 3 | Sí       | No       | No   | No        |
| Tessa       | Red Earth                      | No       | No       | No   | Sí        |
| Kyosuke     | Rival Schools                  | No       | No       | Sí   | No        |
| Zero        | Megaman Zero                   | No       | No       | No   | Sí        |
| Violent Ken | SVC Chaos/Street Fighter       | No       | No       | No   | Sí        |
| Red Arremer | Ghosts & Goblins               | No       | No       | No   | Sí        |

### SNK
| Nombre             | Origen                               | SvC MoTM | CvS1 | CvS2 | SvC Chaos |
| ------------------ | ------------------------------------ | -------- | ---- | ---- | --------- |
| Ryo                | Art of Fighting                      | Sí       | Sí   | Sí   | Sí        |
| King               | Art of Fighting                      | No       | Sí   | Sí   | No        |
| Todoh              | Art of Fighting                      | No       | No   | Sí   | No        |
| Yuri               | Art of Fighting 2                    | Sí       | Sí   | Sí   | No        |
| Mr. Karate         | Art of Fighting 2                    | No       | No   | No   | Sí        |
| Kasumi             | Art of Fighting 3                    | No       | No   | No   | Sí        |
| Terry              | Fatal Fury                           | Sí       | Sí   | Sí   | Sí        |
| Joe                | Fatal Fury                           | No       | Sí   | Sí   | No        |
| Raiden             | Fatal Fury                           | No       | Sí   | Sí   | No        |
| Geese              | Fatal Fury                           | Sí       | Sí   | Sí   | Sí        |
| Mai                | Fatal Fury 2                         | Sí       | Sí   | Sí   | Sí        |
| Kim                | Fatal Fury 2                         | No       | Sí   | Sí   | Sí        |
| Yamazaki           | Fatal Fury 3                         | No       | Sí   | Sí   | No        |
| Rock               | Garou: Mark of The Wolves            | No       | No   | Sí   | No        |
| Kyo                | The King of Fighters 94              | Sí       | Sí   | Sí   | Sí        |
| Benimaru           | The King of Fighters 94              | No       | Sí   | Sí   | No        |
| Athena             | Psycho Soldier                       | Sí       | Sí   | Sí   | No        |
| Chang              | The King of Fighters 94              | No       | No   | Sí   | No        |
| Choi               | The King of Fighters 94              | No       | No   | Sí   | Sí        |
| Rugal              | The King of Fighters 94              | No       | No   | Sí   | No        |
| Iori               | The King of Fighters 95              | Sí       | Sí   | Sí   | Sí        |
| Leona              | The King of Fighters 96              | Sí       | No   | No   | No        |
| Vice               | The King of Fighters 96              | No       | No   | Sí   | No        |
| Goenitz            | The King of Fighters 96              | No       | No   | No   | Sí        |
| Orochi Iori        | The King of Fighters 97              | Sí       | Sí   | Sí   | Sí        |
| Ultimate Rugal     | Capcom vs SNK 2/The King of Fighters | No       | No   | Sí   | No        |
| Haohmaru           | Samurai Shodown                      | Sí       | Sí   | Sí   | No        |
| Nakoruru           | Samurai Shodown                      | Sí       | Sí   | Sí   | No        |
| Genjuro            | Samurai Shodown                      | No       | No   | No   | Sí        |
| Earthquake         | Samurai Shodown                      | No       | No   | No   | Sí        |
| Shiki              | Samurai Shodown 64                   | No       | No   | No   | Sí        |
| Akari              | The Last Blade                       | Sí       | No   | No   | No        |
| Hibiki             | The Last Blade 2                     | No       | No   | Sí   | No        |
| Mars People        | Metal Slug                           | No       | No   | No   | Sí        |
| Princess Athena    | Athena                               | No       | No   | No   | Sí        |
| Serious Mr. Karate | SVC Chaos/Art of Fighting            | No       | No   | No   | Sí        |

## Cameos
En esta sección sólo se incluyen personajes que no hayan sido seleccionables en ninguno de los cuatro juegos.

### Capcom
| Nombre         | Origen                               | Cameo en                   | Aparición                                        |
| -------------- | ------------------------------------ | -------------------------- | ------------------------------------------------ |
| Eliza          | Street Fighter II                    | SvC Chaos                  | En el ending de Ken                              |
| Rose           | Street Fighter Alpha                 | Capcom vs SNK 2            | En el escenario de Londres                       |
| Karin          | Street Fighter Alpha 3               | SvC Match of The Millenium | Como guía en el modo Olympic de Capcom           |
| Juli & Juni    | Street Fighter Alpha 3               | SvC Chaos                  | En el ending de M. Bison                         |
| Alex           | Street Fighter III                   | Capcom vs SNK 2            | En el escenario de Nairobi                       |
| Dudley         | Street Fighter III                   | Capcom vs SNK 2            | En el escenario de Londres                       |
| Yang           | Street Fighter III                   | Capcom vs SNK 2            | Durante los combos de Yun                        |
| Poison         | Final Fight                          | SvC Chaos                  | Acompañando a Hugo Andore en sus intros y ending |
| Batsu y Hinata | Rival Schools                        | Capcom vs SNK 2            | Durante los combos de Kyosuke                    |
| Falcon         | Power Stone                          | Capcom vs SNK 2            | En el escenario de Nairobi                       |
| Rouge          | Power Stone                          | Capcom vs SNK 2            | En el escenario de Londres                       |
| Zabel Zarock   | Darkstalkers                         | SvC Match of The Millenium | En el minijuego Cat Walk                         |
| Hsien-Ko       | Vampire Hunter: Darkstalkers Revenge | Capcom vs SNK 2            | En el escenario de Shanghái                      |
| June           | Star Gladiator                       | Capcom vs SNK 2            | En el escenario de Shanghái                      |
| Mai-Ling       | Red Earth                            | Capcom vs SNK 2            | En el escenario de Shanghái                      |
| Arthur         | Ghosts & Goblins                     | SvC Match of The Millenium | En el minijuego Ghost Trick                      |
| Astaroth       | Ghosts & Goblins                     | SvC Chaos                  | En los finales de Dan, Akuma y Demitri           |
| Ciel           | Megaman Zero                         | SvC Chaos                  | Acompañando a Zero en sus intros y ending        |

### SNK
| Nombre                   | Origen                    | Cameo en                   | Aparición                                |
| ------------------------ | ------------------------- | -------------------------- | ---------------------------------------- |
| Billy Kane               | Fatal Fury                | SvC Match of The Millenium | Junto a Geese Howard en el modo historia |
| Li Xiangfei              | Real Bout Fatal Fury 2    | Capcom vs SNK 2            | En el escenario de Shanghái              |
| Robert                   | Art of Fighting           | SvC Chaos                  | En los finales de Ryo y Mr. Karate       |
| Lee Pai Long             | Art of Fighting           | SvC Chaos                  | En el final de Serious Mr. Karate        |
| Takuma                   | Art of Fighting 2         | Capcom vs SNK              | En el escenario del dojo Kyokugen        |
| Karman Cole              | Art of Fighting 3         | Capcom vs SNK 2            | En el escenario de Londres               |
| Hokutomaru               | Garou: Mark of The Wolves | SvC Chaos                  | En el ending de Mai Shiranui             |
| Daimon                   | The King of Fighters 94   | Capcom vs SNK 2            | Durante las peleas entre Kyo y Benimaru  |
| Chin                     | The King of Fighters 94   | Capcom vs SNK 2            | En el escenario de Shanghái              |
| Clark                    | Ikari Warriors            | Capcom vs SNK 2            | En el escenario de Nairobi               |
| Ralf                     | Ikari Warriors            | Capcom vs SNK 2            | En el escenario de Nairobi               |
| Heidern                  | The King of Fighters 94   | Capcom vs SNK 2            | En el escenario de Nairobi               |
| Lucky Glauber & Heavy D! | The King of Fighters 94   | SvC Chaos                  | En el final de Orochi Iori               |
| Mature                   | The King of Fighters 96   | Capcom vs SNK 2            | Durante las peleas entre Vice y Rugal    |
| Chizuru                  | The King of Fighters 96   | SvC Chaos                  | En el final de Goenitz                   |
| Bao                      | The King of Fighters 99   | Capcom vs SNK 2            | En el escenario de Shanghái              |
| Marco                    | Metal Slug                | SvC Match of The Millenium | En el minijuego Target 9                 |
| Fio Germi                | Metal Slug 2              | SvC Match of The Millenium | En el minijuego Target 9                 |
| Jubei                    | Samurai Shodown           | SvC Match of The Millenium | En el minijuego Blade Arts               |
| Rimururu                 | Samurai Shodown III       | SvC Match of The Millenium | Como guía en el modo Olympic de SNK      |

## Trivia
- De los 32 personajes seleccionables de Capcom, 21 de ellos (sin contar a Rolento y Hugo) pertenecen a la saga Street Fighter. A pesar de tener otros juegos de lucha en su haber como Cyberbots (1995), Star Gladiator (1996), Tech Romancer (1998) y Power Stone (1999), ninguna de estas franquicias está representada en los crossovers.
- De los 36 personajes de SNK, 23 son de The King of Fighters aunque varios de ellos aparecieron por primera vez en las sagas Art of Fighting o Fatal Fury.
- Uno de los aspectos más criticados en los dos juegos de Capcom es disparidad entre los sprites de los personajes. La mayoría de sprites de Street Fighter (con excepción de Ryu, Chun-Li, Bison y otros) estaban "reciclados" de Street Fighter Alpha y tenían varios años de antigüedad. El caso más recordado fue el personaje Morrigan de Darkstalkers (también reusado en Marvel vs Capcom 1 y 2) que para el lanzamiento de CvS2 ya tenía siete años de antigüedad, al punto que se volvió un chiste interno en la comunidad gamer.

### SvC Chaos
- Cuando Athena derrota a un adversario ella utiliza Heaven Spell, un ataque que transforma a sus adversarios en animales. Del mismo modo, cuando Red Arremer derrota a un adversario utiliza Makai Spell, un ataque que transforma a sus enemigos en monstruos.
- Si el jugador no llega hasta ninguno de los dos jefes secretos, el texto en su secuencia final simplemente establece que el personaje del jugador nunca más fue visto de nuevo.
- Shin Akuma, Serious Mr. Karate, y los dos jefes secretos pueden realizar una cantidad ilimitada de movimientos Super Combos, siempre que tengan al menos una barra completa disponible en su medidor.
- Los fondos de los escenarios presentes en el videojuego parecen sugerir que el argumento tiene lugar en una Tierra posapocalíptica, con la mayoría de los escenarios pareciendo que están completamente abandonados, decrépitos y en su mayoría carentes de toda vida. El material de referencia para explicar los acontecimientos de este videojuego parecen apuntar a lo misma, pero no esto no es confirmado de manera alguna a través de ninguno de los diálogos de los personajes.